# Kenneth Brecher
Pour les articles homonymes, voir Brecher.
Kenneth Brecher est un astronome américain actuellement (2009) en poste à l'Université de Boston après avoir fait ses études au Massachusetts Institute of Technology. Auteur de près de 200 articles publiés dans des revues scientifiques à comité de lecture, il est spécialisé dans les domaines de l'astrophysique des hautes énergies, les étoiles à neutrons et l'histoire de l'astronomie.